# خراج حول السن
الخراج حول السن (ويسمى أيضًا الخراج الجانبي، أو الخراج الجداري)، هو تجمع موضعي للقيح (أي خراج) داخل أنسجة اللثة. وهو أحد أنواع خراجات الأسنان. يحدث الخراج حول السن بجانب السن، ويختلف عن الخراج السني الأكثر شيوعًا منه، والذي ينتج عن انتشار العدوى من الأسنان الميتة (أي التي تعرضت لنخر اللب). وللتمييز، يُستخدم أحيانًا مصطلح «الخراج الجانبي (حول اللثة)». تترافق الخراجات حول السن عادة مع سن حيوي بعكس حالات الخراجات السنية. الخراجات حول السن هي عدوى بكتيرية حادة مصنفة في المقام الأول حسب الموقع.

## العلامات والأعراض
العرض الرئيسي هو الألم والذي يظهر غالبًا فجأة، ويزداد سوءًا عند العض على السن المصاب، ويشعر المصاب بارتفاع وبروز أثناء المضغ. قد يكون السن متحركًا، وقد تساهم الآفة في تدمير الرباط اللثوي والعظم السنخي. الألم الذي يشعر فيه المصاب عميق ويترافق مع خفقان. يظهر الغشاء المخاطي للفم الذي يغطي الخراج حمامي (أحمر) ومنتفخ ومؤلم عند اللمس. قد يكون السطح لامعًا بسبب شد الغشاء المخاطي فوق الخراج. قبل تشكل القيح، لن يحدث أي نز أو إفرازات قيحية. قد يحدث التهاب عقد لمفية ناحية.
عندما يتشكل القيح، يزداد الضغط والألم، اللذان يخفان بعد أن يُصرّف الخراج تلقائيًا. عندما يُصرف القيح في الفم، يصدر طعم ورائحة سيئة. يحدث التصريف عادة عن طريق الجيب اللثوي، وتوجد حالات تنتشر فيها العدوى على شكل التهاب نسيج خلوي أو عدوى قيحية سنية المنشأ. تحدد العوامل التشريحية المحلية اتجاه الانتشار (انظر الفراغات اللفافية للرأس والرقبة). قد يحدث اضطراب جهازي، مع ظهور الألم والحمى.

## التشخيص
قد يكون من الصعب تمييز الخراجات حول السنية عن الخراجات السنية. ولكن من المهم التفريق بينهما بسبب اختلاف العلاج، فمثلًا علاج قناة الجذر غير ضروري وليس له أي تأثير على الألم في الخراج حول السن.

### التصنيف
يوجد أربعة أنواع من الخراجات التي يمكن أن تصيب أنسجة اللثة:
1. خراج اللثة: عدوى قيحية موضعية تصيب فقط أنسجة اللثة الرخوة بالقرب من اللثة الحدية أو الحليمة بين الأسنان.
2. خراج دواعم السن: عدوى قيحية موضعية تتضمن أبعادًا أكبر من أنسجة اللثة، تكون ممتدة قميًا ومجاورة للجيبة اللثوية والجيبة الداعمة للأسنان.
3. خراج حول التاج: عدوى قيحية موضعية داخل أنسجة اللثة المحيطة بتاج السن. يترافق عادةً مع نوبة حادة من التهاب غلاف التاج حول الضرس الثالث في الفك السفلي (ضرس العقل السفلي).
4. الخراج حول السن/الخراجة السنية.